# (10812) Grötlingbo
(10812) Grötlingbo, désignation internationale (10812) Grotlingbo, est un astéroïde de la ceinture principale.

## Description
(10812) Grotlingbo est un astéroïde de la ceinture principale. Il fut découvert le 21 mars 1993 à La Silla par le programme UESAC. Il présente une orbite caractérisée par un demi-grand axe de 3,03 UA, une excentricité de 0,11 et une inclinaison de 1,9° par rapport à l'écliptique.

## Compléments